# Олишевка
Оли́шевка (укр. Оли́шівка) — посёлок в Черниговском районе Черниговской области Украины, административный центр Олишевской поселковой общины.

## Географическое положение
Расположен по обоим берегам реки Смолянки (приток Десны), в 40 км от районного центра и железнодорожного узла Чернигов.
Расстояние по автодорогам до областного центра — 37 км, до Киева — 117 км.

## История
Возле пгт Олишевка обнаружено древнерусское городище времён Киевской Руси (IX—XIII вв.).
Олишевка возникла в начале XVI в. Была столицей Олишевской сотни. Жители села активно участвовали в освободительной войне украинского народа против польской шляхты (1648—1654 гг.) в составе Нежинского полка. В мае 1863 г. произошло выступление крестьян против помещиков, подавленное войсками.
В 1906 году Олишевка являлась местечком Козелецкого уезда Черниговской губернии Российской империи, численность населения которого составляла 4650 человек. Здесь действовали больница, земская школа, сельская библиотека и регулярно проходили ярмарки.
Советская власть установлена в январе 1918 г. В 1932—1960 гг. посёлок был районным центром. В сентябре 1941 г. вблизи Олишевки происходили ожесточённые бои против немецких войск. В годы оккупации на территории Олишевского района действовал подпольный райком партии, которым руководил А. Я. Сыроед. На фронтах Великой Отечественной войны и в партизанских отрядах сражались 1 507 жителей посёлка, из них 1 325 человек награждены орденами и медалями, 480 погибли. 18 сентября 1943 года Олишевка освобождена от гитлеровских оккупантов. На территории посёлка городского типа установлен памятник советским воинам, погибшим при освобождении села, сооружён обелиск Славы в честь воинов-односельчан, павших в борьбе против гитлеровцев.
В январе 1989 года численность населения составляла 2756 человек.
По состоянию на 1 января 2013 года численность населения составляла 2021 человек.

## Транспорт
Ближайшая железнодорожная станция Чернигов — в 35 км.

## Известные жители
- Шрамченко, Михаил Николаевич (1857—1918) — российский государственный деятель, действительный статский советник, губернатор Нижегородской губернии (1907—1910) и Вологодской губернии (1910—1913).
- Александр Савченко-Бельский (1900—1991) — художник, график, иконописец.
- Масол, Виталий Андреевич (1928—2018) — украинский политик, премьер-министр Украины.

## Власть
Орган местного самоуправления — Олишевский поселковый совет. Почтовый адрес: 15575, Черниговская обл., Черниговский р-н, пгт Олишевка, ул. Черниговская, 3.